# Fernando Schwartz
Fernando Schwartz Girón (Genève, 1937) est un écrivain espagnol.
Comme diplomatie pendant 25 ans et fils de diplomate, il a vécu dans plusieurs pays. Il était l'ambassadeur espagnol au Koweït et aux Pays-Bas et porte-parole des affaires étrangères jusque 1988.
Il travailla plus tard pour le groupe Prisa comme conseiller, porte-parole et chef des communications du journal El País. Il a été professeur d'opinion du département du journalisme de l'UAM et présentateur du programme de Canal+ Lo más Plus (le Nulle part Ailleurs ibérique) entre 1995 et 2004. Il habite entre Madrid et Majorque actuellement avec sa famille.